# Gesamtverzinsung

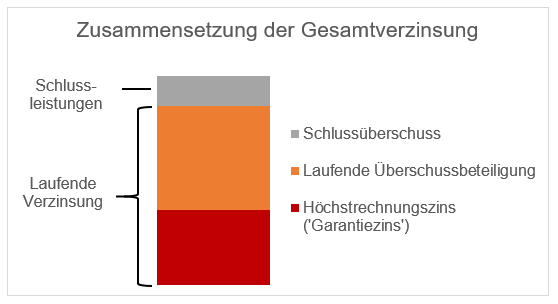
Schematische Darstellung der Zusammensetzung der Gesamtverzinsung

Die Gesamtverzinsung ist ein Fachbegriff aus der Versicherungswirtschaft und steht im Zusammenhang mit der Überschussbeteiligung im Bereich der Lebensversicherungen. Sie bezeichnet die Summe aus laufender Verzinsung, d. h. der laufenden Überschussbeteiligung und dem Garantiezins, und den gewährten Schlussüberschüssen und wird von Versicherungsunternehmen üblicherweise jährlich für das folgende Kalenderjahr deklariert.
Die Gesamtverzinsung wird von den Lebensversicherern in der Regel im letzten Quartal eines Jahres für das folgende Kalenderjahr bekannt gegeben. Dabei orientieren sich viele Lebensversicherer an der Allianz Lebensversicherung als Marktführer in Deutschland.